# Європейська інтеграція
Європейська інтеграція — це процес політичної, юридичної, економічної (а в деяких випадках — соціальної та культурної) інтеграції європейських держав, у тому числі й частково розташованих в Європі. На даний момент європейська інтеграція досягається в основному за рахунок розширення Європейського Союзу та Ради Європи.
Європейська інтеграція — складний та суперечливий соціально-економічний процес налагодження тісного співробітництва європейських держав. Є одним із проявів провідної тенденції сучасного історичного розвитку — посилення всебічної взаємозалежності держав, передусім в економічній сфері, та подальшого зближення цивілізаційно споріднених (див. Цивілізація) національних спільнот.

## Історія

Розширення ЄС

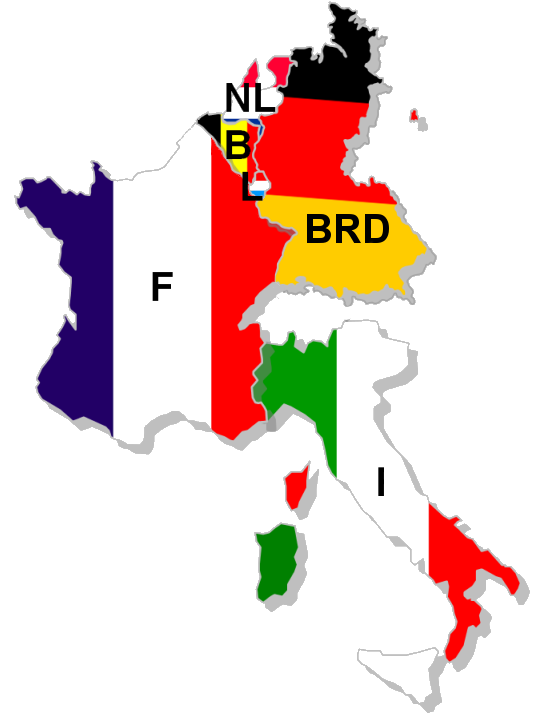
Країни—засновники ЄЕС

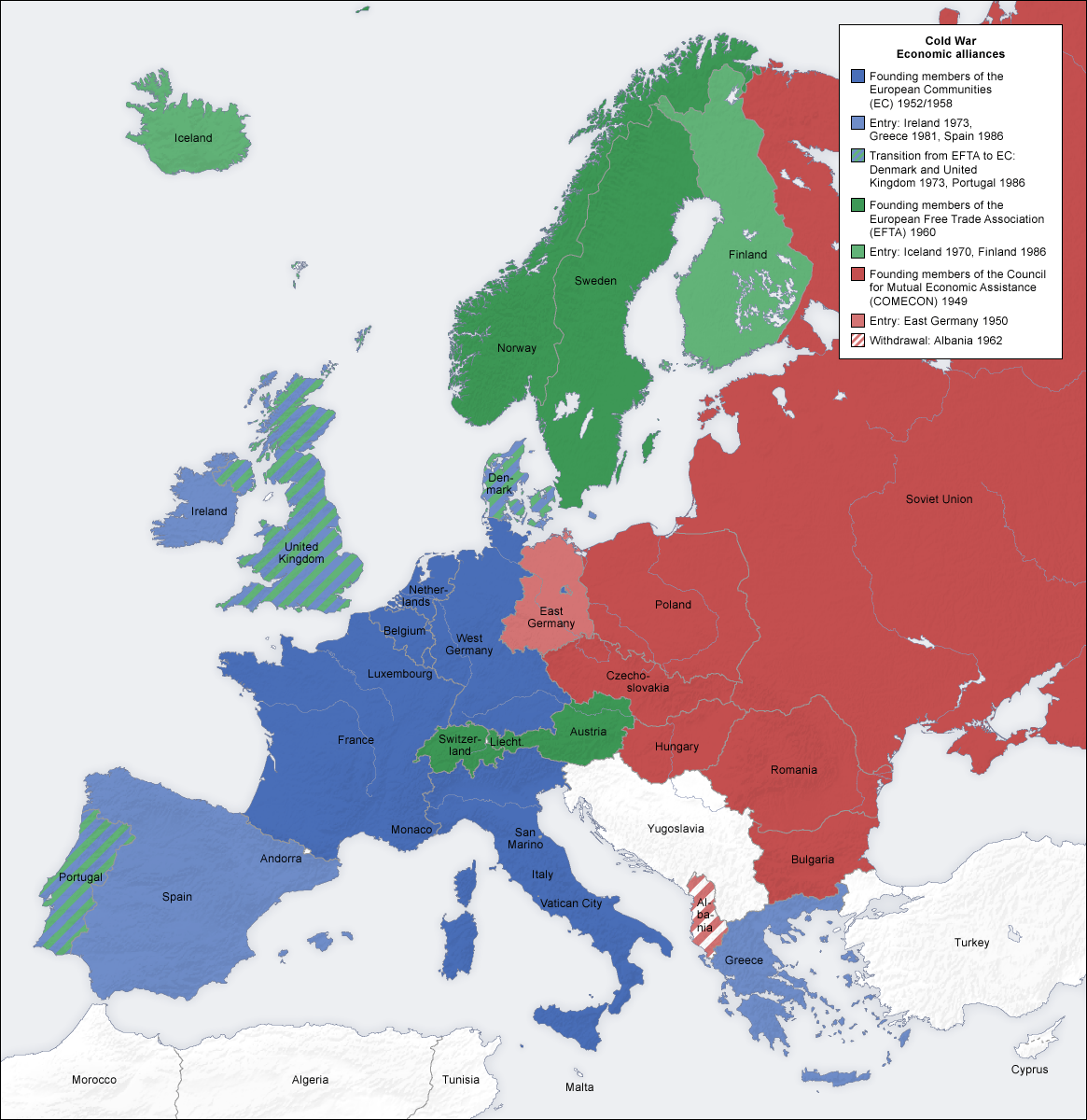
Економічні організації Європи впродовж холодної війни (ЄЕС, ЄАВТ, РЕВ)

Підписання Маастрихтського договору

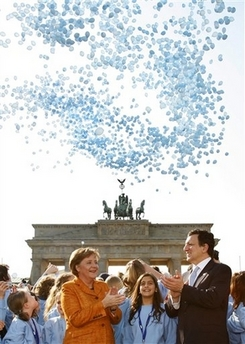
Анґела Меркель та Жозе Мануел Баррозу на святкуванні 50-ї річниці підписання Римських договорів (Берлін, 2007)

Дослідники європейської інтеграції не мають єдиної концепції її поступу. Тривають дискусії щодо визначення моменту її початку, географічних меж, етапів та кінцевої мети.
Більшість істориків вважають, що поворотним моментом у формуванні історичної тенденції до тіснішої співпраці народів Європи стали події Першої світової війни. Після 1918 року чимало представників європейської політичної еліти дійшли висновку, що причиною розпалювання новітніх «європейських громадянських війн» є певні структури національних держав, які провокують міжнаціональні конфлікти, і в першу чергу ті, що пов'язані з ідеологією радикального націоналізму. Ефективно протистояти «силам війни», на думку цих політиків, могли лише сили, які б орієнтувалися на об'єднання європейських держав. Одним з перших, хто почав пропагувати ідею об'єднання європейських держав, був австрійський граф Р.Куденхове-Калергі. У праці «Пан-Європа» він, зокрема, писав, що умовою виживання Європейського континенту в міжнародній системі, де домінують США, Британська імперія, Росія (СРСР) та Китай, є реалізація проєкту створення Європейського Союзу. 1923 року прибічники даного проєкту, що зібрались у Відні з ініціативи Р.Куденхове-Калергі, започаткували пан'європейський рух. Проте в 1920—30-х рр. цей рух, попри належність до нього таких харизматичних політиків, як чех Т.-Г.Масарик, француз А.Бріан, колишній голова російського Тимчасового уряду О.Керенський та інші, не зміг сформувати потужної загальноєвропейської тенденції, яка була б здатна протистояти іншій тенденції — поширенню практики подолання наслідків тогочасної економічної депресії авторитарними засобами.
Після Другої світової війни вже не лише окремі представники еліт європейських країн (як лідер Консервативної партії Великої Британії В.Черчілль: він пропонував об'єднати західноєвропейські народи в Сполучені Штати Європи), а й широкі кола громадськості почали активно підтримувати ідею побудови відносин між європейськими країнами на якісно новому рівні. Крім того, до пошуку ефективних форм співпраці західноєвропейські держави спонукала економічна і політична необхідність конкурувати з СРСР та США. Посиленню консолідації зусиль сприяв також досвід міждержавного співробітництва в процесі реалізації плану Дж.Маршалла (1947) з відродження зруйнованих у ході II світ. війни національних економік західноєвропейських держав. Предметом суспільних дискусій стало обговорення форм та механізмів європейської інтеграції. Розглядалися можливості: а) створення мережі загальноєвропейських регіональних інституцій консультативного характеру, б) формування наддержавних організацій з широкими повноваженнями, в) об'єднання держав у федерацію.
Ідеї пан'європеїзму, що довгий час висувалися мислителями впродовж історії Європи, з особливою силою зазвучали після Другої світової війни.Серед таких мислителів був Ріхард Ніколас Куденгофе-Калерґі, який вперше висунув ідею європейської інтеграції. У післявоєнний період на континенті з'явилися ціла низка організацій: Рада Європи (1949), НАТО (1949), Західноєвропейський союз (1948).
На початку 1950-х рр. у питаннях політики реалізації європейської інтеграції стали домінувати 2 основних підходи. Один з них був орієнтований на використання суто ліберальних інструментів інтеграції, яка, на думку його прихильників, могла найкраще розвиватися лише тоді, коли була б наслідком зняття перешкод для вільної торгівлі. Натомість прибічники іншого підходу віддавали перевагу принципу активного впливу політики на економіку та створенню для цього відповідних міжнародних інституцій з наднаціональними повноваженнями.
Вперше процес європейської інтеграції набув інституційного оформлення на рівні економічної інтеграції в межах однієї галузі. 9 травня 1950 року міністр закордонних справ Франції Робер Шуман запропонував так званий «план Шумана», який полягав у створенні спільного ринку вугільної і сталеливарної продукції західноєвропейських країн. Його завданням було не допустити в майбутньому нову війну між Францією та Німеччиною. Для цього мав бути створений «вищий орган» (прообраз Європейської Комісії, який би контролював торгівлю стратегічною сировиною, сталлю та вугіллям, які необхідні щоб створювати озброєння).
18 квітня 1951 6 держав — Бельгія, Італія, Люксембург, Нідерланди, Німеччина та Франція — підписали  Паризького договору про створення Європейської спільноти вугілля і сталі (ЄСВС). Договір про ЄСВС набув чинності 23 липня 1952 року. Поступово цей процес вийшов на більш високі рівні міждержавного погодження фінансової, податкової, інвестиційної, промислової та соціальної політики, до нього залучалися все нові й нові учасники.
Наступними етапними рівнями інтеграції були: зона вільної торгівлі (1957), спільний ринок (1968), митний та економічний союз (1992), етап конвергенції національних економік (2002).
27 травня 1952 року країни “європейської шістки” підписують Договір про заснування Європейського оборонного співтовариства (ЄОС).
10 вересня 1952 року міністри закордонних справ країн-членів ЄСВС доручають Спільним зборам ЄСВС (прообразу майбутнього Європейського Парламенту) розробити проєкт Договору про створення Європейського політичного співтовариства (ЄПС). 10 березня 1953 року Збори закінчили роботу над проєктом Договору.
Однак ані ЄОС ані ЄПС так і не стали реальністю. Вирішальну роль тут відіграла Франція, парламент якої після довгих дискусій у серпні 1954 року вирішив відкласти ратифікацію Договору про ЄОС. А це зробило недоречним і підписання Договору про ЄПС.
Таким чином, на початку 1950-х років країнам “європейської шістки не вдалося започаткувати інтеграцію в оборонній та політичній сферах. Інтеграція продовжувала розвиватись в інших сферах, передусім в економічній.
Наприкінці 1955 року на конференції у Мессіні країни “європейської шістки” домовились про заснування Європейської спільноти з атомної енергетики (Євратому).
На початку 1957 року керівники урядів “європейської шістки” вирішили поряд з Євратомом створити також і Європейську економічну спільноту (ЄЕС).

Хронологія розширення НАТО

Зближення національних економічних систем створило передумову для посилення тенденцій до ширшої політичної європейської інтеграції, яка потребувала відмови національних держав від частки суверенітету на користь наднаціональних інституцій. Спільні соціокультурні цінності та взаємодія громадянських суспільств європейських країн стали підґрунтям для порозуміння між національними елітами країн-учасниць процесу європейської інтеграції.
25 березня 1957 члени ЄОВС підписали в Римі договори про утворення Європейського економічного співтовариства (ЄЕС) та Європейського співтовариства з атомної енергії (Євратом). Вони набули чинності 1 січня 1958 року і ввійшли в історію як "Римські договори". Метою ЄЕС визначалося усунення внутрішніх торговельних бар'єрів усередині Спільноти (створення зони вільної торгівлі), створення митного союзу і, нарешті — створення спільного ринку (забезпечення вільного руху по території країн-учасниць Спільноти товарів, послуг, капіталу, робочої сили). Метою Євратому визначалась співпраця країн-членів у використанні ядерної енергії у мирних цілях. Велика Британія спочатку була проти поглиблення політичної складової європейської інтеграції і тому 20 листопада 1959 ініціювала утворення разом із Австрією, Данією, Норвегією, Португалією, Швецією та Швейцарією Європейської асоціації вільної торгівлі (ЄАВТ; набула чинності 3 травня 1960). Однак уже 1973 року Велика Британія, Данія та Ірландія вступили до ЄЕС. (Впродовж 1990-х рр. між ЄЕС та ЄАВТ було укладено угоду про принципи поглиблення економічної та політичної співпраці.)
8 квітня 1965 року було підписано Договір про злиття виконавчих органів ЄСВС, Євратому та ЄЕС. 1 липня 1967 року цей Договір набув чинності. У результаті була створена єдина структура інститутів, що забезпечують розвиток європейської інтеграції. Основними інститутами стали Європейська Комісія, Рада Європейських Спільнот, Європейський Парламент та Суд Європейських Спільнот. У грудні 1974 року до цих органів додався новий – Європейська Рада, яка складається з глав держав та урядів країн-членів Європейських Спільнот.
У 1968 році завершується формування зони вільної торгівлі та митного союзу (перших двох етапів інтеграції) Європейського економічного співтовариства (ЄЕС).
Наприкінці 1969 року завершується формування спільного ринку (третього етапу інтеграції) ЄЕС. Первісні цілі ЄЕС, визначені Римським договором 1957 року, виявились досягнутими. Необхідно було визначати подальші завдання для розвитку європейської інтеграції.
1 січня 1973 року новими членами ЄЕС стали  Велика Британія, Данія, Ірландія.
1974 відбулося об’єднання ЄОВС, ЄЕС та Євратому.
1981 до ЄЕС приєдналася Греція, 1986 — Португалія та Іспанія. Кількісне збільшення чисельності країн-членів ЄЕС спонукало європ. політиків до перегляду принципів Є.і. 28 лют. 1986 було підписаноЄдиний Європейський Акт, який відкрив шлях до поглиблення європейської інтеграції. Згідно з цим документом до 1 січня 1993 року мав бути створений Єдиний внутрішній ринок. Він поставив питання про створення Європейського Союзу, який повинен був стати не лише економічною організацією, а й політичною. Цей акт затвердив також прапор ЄЕС — блакитне полотнище з жовтими зірками (їх було на той час 12 — за кількістю країн-членів ЄЕС), розташованими колом, та гімн — для нього було вибрано «Оду радості» Л. ван Бетховена. 7 лют. 1992 — укладений Маастрихтський договір, після ратифікації якого 1993 було створено Європейський Союз. 1995 членами ЄС стали Австрія, Швеція та Фінляндія.
Договір набув чинності 1 листопада 1993 року. Він визначив так звані «три колони» Європейського Союзу:
- «перша колона» – Європейські Спільноти: ЄСВС, Євратом та Європейська Спільнота (замість старої назви «Європейська Економічна Спільнота»). Причому Європейська Спільнота є серцевиною та каркасом процесу інтеграції і за своїми властивостями становить «наднаціональний феномен»;
- «друга колона» – спільна зовнішня та безпекова політика (СЗПБ);
- «третя колона» – співробітництво у сферах юстиції та внутрішніх справ.

В економічному сенсі прийняття Маастрихтського договору означало курс на завершення формування єдиного внутрішнього ринку (четвертий рівень економічної інтеграції) та перехід до реалізації ідеї економічного та валютного союзу (п’ятий — найвищий рівень економічної інтеграції).
1 січня 1995 року членами Європейського Союзу стали Фінляндія, Австрія та Швеція.
2 жовтня 1997 року було підписано Амстердамський договір (набув чинності 1 травня 1999 року). Амстердамський договір вніс зміни та доповнення до Маастрихтського договору про Європейський Союз, Римського договору про заснування Європейської Економічної Спільноти та Євратому, Договору про заснування ЄСВС. Ці зміни торкнулись повноважень та напрямків діяльності, а також привели інституційні механізми до цілей, визначених Маастрихтським договором.
Надалі Є.і. почала розвиватися за принципом «різних швидкостей»: до тих чи ін. уже досягнутих рівнів співпраці країн-членів ЄС ін. країни могли приєднуватися в процесі виконання ними вимог, визначених для відповідних рівнів інтеграції. Це дало можливість ЄС, по-перше, і далі розширюватися, а по-друге, поглиблювати екон. інтеграцію між країнами, що вже тривалий час були його членами. Саме завдяки такій політиці в рамках ЄС 1 січ. 1999 було утворено Монетарний союз, а 1 трав. 2004 до ЄС прийнято Естонію, Кіпр (грецьку частину), Латвію, Литву, Мальту, Польщу, Словаччину, Словенію, Угорщину, Чехію.
Особливу роль у цьому відіграло укладення у 1997 році Шенгенської угоди про вільне (безвізове) пересування громадян у межах Європейського Союзу.
На сьогоднішній день до цієї угоди приєднались 13 держав Європейського Союзу – Австрія, Бельгія, Греція, Данія, Іспанія, Італія, Люксембург, Нідерланди, Німеччина, Португалія, Франція, Фінляндія та Швеція. З 21 грудня 2007 року до складу Шенгенської зони увійшли Естонія, Латвія, Литва, Польща, Чехія, Словаччина, Словенія, Угорщина та Мальта. 29 березня 2009 року до Шенгенської угоди приєдналась Швейцарія.
26 лютого 2001 року набув чинності Ніццький договір, який вніс зміни в механізми інституційного розвитку ЄС з огляду на його майбутнє розширення. Зокрема, квоти представництва в інституціях ЄС були перерозподілені з урахуванням потенційної участі у них нових членів.
1 січня 2002 року до готівкового обігу була введена єдина грошова одиниця ЄС – євро, що стало етапом переходу до формування економічного та валютного союзу ЄС – найвищого етапу інтеграції. Зараз євро перебуває в обігу на території 17 країн-членів ЄС. Велика Британія та Данія вирішили поки що відмовитись від введення євро на своїй території, а Швеція не змогла виконати необхідних критеріїв введення євро, встановлених Маастрихтським договором. З 10 держав, які приєдналися до ЄС у 2004 році, до єврозони поки що приєдналися лише Словенія, Кіпр, Мальта, Словаччина та Естонія.
1 травня 2004 року членами Європейського Союзу стали Польща, Угорщина, Чехія, Словаччина, Словенія, Кіпр, Мальта, Естонія, Литва, Латвія.
17-18 червня 2004 року на Саміті ЄС у Брюсселі було схвалено текст Конституції Європейського Союзу.
29 жовтня 2004 року Угоду про Конституцію Європейського Союзу було підписано главами держав та урядів 25 країн-членів ЄС у Римі.
Конституція ЄС складається з чотирьох розділів, у яких відображено головні цілі, завдання та функції ЄС, організаційна структура та процедура прийняття рішень, права і обов’язки всіх європейських органів управління, а також напрямки діяльності організації.
29 травня і 1 червня 2005 року населення Франції та Нідерландів голосує проти Конституційного договору. Негативні рішення референдумів спричинили паузу для розмірковувань про майбутнє Євросоюзу. У жовтні ЄС починає переговори про вступ з Туреччиною та Хорватією.
1 січня 2007 року до Європейського Союзу приймають Болгарію і Румунію.
У грудні 2007 глави держав і урядів ЄС року підписали Лісабонський договір про реформу Європейського Союзу (набув чинності 1 грудня 2009). Він ставить ЄС на нову договірну основу і має зробити його демократичнішим, прозорішим і ефективнішим.
1 липня 2013 року відбулося приєднання Хорватії до Європейського Союзу.
На початку 21 століття серед європейської політичної та економічної еліт існують різні точки зору на перспективи Європейських інститутів. «Європейські скептики» вважають, що одночасне розв’язання проблем консолідації ЄС та подальшого його розширення призведе до небезпечних кризових явищ. На їхню думку, нове розширення ЄС, по-перше, уповільнить зближення рівнів життя населення, яке мешкає в країнах-членах ЄС, по-друге, загальмує процес розширення Монетарного союзу; по-третє, унеможливить поглиблення політичної інтеграції.
Натомість «європейські оптимісти» вважають, що практикування принципу «багатьох швидкостей» і надалі є цілком виправданим. На їхню думку, країни «ядра» ЄС, до яких належить «шістка», що 1957 започаткувала Європ. співтовариство, можуть зосередитися на створенні федеративного або конфедеративного міждерж. союзу, а ті європ. країни, які ще не є чл. ЄС, можуть приєднуватися до союзу на тих чи ін. менш високих рівнях інтеграції. За прогнозом Брюссельського центру політ. досліджень європ. інтеграції, до 2009 можливим є вступ до ЄС Ісландії, Норвегії, Болгарії, Румунії, Хорватії, до 2015 чл. ЄС можуть стати Швейцарія, Македонія, Туреччина, до 2020 до ЄС зможуть вступити Албанія, Сербія і Чорногорія, Боснія і Герцеговина, а після 2025 — Білорусь, Україна, Молдова. На сьогодні зазначені країни зараховані до категорії «особливих сусідів» ЄС, відносини з ними мають будуватися за програмами «спеціального партнерства».

## Участь європейських країн в європейській інтеграції
У цій таблиці наявні усі країни Європи, окрім Росії, Білорусі,  Азербайджану та  Вірменії  які наразі не є членами чи офіційними кандидатами нижче перелічених європейських організацій.
| Участь європейських країн в ЄС, НАТО, Шенгенській зоні та Економічному і монетарному союзі Європейського Союзу |                           |                                  |                                                               |                                                                    |
| Країна | Участь в ЄС               | Участь в НАТО / Євровійсько      | Шенгенська угода Підписання / Початок фактичного застосування | Валютний союз Використання євро як розрахунковий рахунок / Готівка |
| Німеччина | 1957                      | 1955 / 1992                      | 1985/1995                                                     | 1999/2002                                                          |
| Франція | 1957                      | 1949 / 1992                      | 1985/1995                                                     | 1999/2002                                                          |
| Італія | 1957                      | 1949 / Персонал                  | 1990/1997                                                     | 1999/2002                                                          |
| Бельгія | 1957                      | 1949 / 1993                      | 1985/1995                                                     | 1999/2002                                                          |
| Нідерланди | 1957                      | 1949 / 1 нім.- нідерланд. корпус | 1985/1995                                                     | 1999/2002                                                          |
| Люксембург | 1957                      | 1949 / 1996                      | 1985/1995                                                     | 1999/2002                                                          |
| Греція | 1981                      | 1952 / Персонал                  | 1992/2000                                                     | 2001/2002                                                          |
| Іспанія | 1986                      | 1982 / 1994                      | 1992/1995                                                     | 1999/2002                                                          |
| Португалія | 1986                      | 1949                             | 1992/1995                                                     | 1999/2002                                                          |
| Словаччина | 2004                      | 2004                             | 2004/2007                                                     | 2004/2009                                                          |
| Словенія | 2004                      | 2004                             | 2004/2007                                                     | 2007/2007                                                          |
| Естонія | 2004                      | 2004                             | 2004/2007                                                     | 2004/2011                                                          |
| Хорватія | 2013                      | 2009                             | 2011/2023                                                     | 2023                                                               |
| Фінляндія | 1995                      | 2023                             | 1996/2001                                                     | 1999/2002                                                          |
| Данія | 1973                      | 1949                             | 1996/2001                                                     | (ERM 1999) / ні                                                    |
| Латвія | 2004                      | 2004                             | 2004/2007                                                     | (ERM 2004) / ні                                                    |
| Литва | 2004                      | 2004                             | 2004/2007                                                     | (ERM 2005) / ні                                                    |
| Польща | 2004                      | 1999 / Персонал                  | 2004/2007                                                     | ні                                                                 |
| Чехія | 2004                      | 1999                             | 2004/2007                                                     | ні                                                                 |
| Румунія | 2007                      | 2004 / Персонал                  | 2007 (27 березня 2011)                                        | ні                                                                 |
| Болгарія | 2007                      | 2004                             | 2007 (27 березня 2011)                                        | ні (фіксовано з 1998)                                              |
| Угорщина | 2004                      | 1999                             | 2004/2007                                                     | ні                                                                 |
| Мальта | 2004                      | ні                               | 2004/2007                                                     | 2008                                                               |
| Республіка Кіпр                                                                                                | 2004                      | ні                               | 2004                                                          | 2008                                                               |
| Австрія | 1995                      | ні / Персонал                    | 1995/1997                                                     | 1999/2002                                                          |
| Ірландія | 1973                      | ні                               | ні (в залежності від Вел. Британії)                           | 1999/2002                                                          |
| Швеція | 1995                      | ні                               | 1996/2001                                                     | ні                                                                 |
| Велика Британія                                                                                                | вийшли з ЄС               | 1949                             | ні (Кооперація у 1999)                                        | ні                                                                 |
| Норвегія | (ЄЕЗ 1994) / ні (ЄС вето) | 1949                             | 1996/2001                                                     | ні                                                                 |
| Ісландія | (ЄЕЗ 1994) / Кандидат     | 1949 тільки мед. допомога        | 1996/2001                                                     | ні                                                                 |
| Ліхтенштейн | (ЄЕЗ 1994) / ні           | ні (немає армії)                 | 2005 /2011                                                    | ні (Швейцарський франк)                                            |
| Швейцарія | ні (ЄЕЗ вето)             | ні                               | 2005/2008                                                     | ні                                                                 |
| Монако | ні (побічно)              | ні (немає армії)                 | 1995 (разом з Францією)                                       | 2002                                                               |
| Сан-Марино | ні (побічно)              | ні (символічна армія)            | 1997 (разом з Італією)                                        | 2002                                                               |
| Ватикан | ні (побічно)              | ні (тільки швейцарська гвардія)  | 1997 (разом з Італією)                                        | 2002                                                               |
| Андорра | ні                        | ні (немає армії)                 | ні (відкриті кордони)                                         | 2002 (де-факто)                                                    |
| Туреччина | Кандидат                  | 1952 / Персонал                  | ні                                                            | ні                                                                 |
| Північна Македонія                                                                                             | Кандидат                  | 2020                             | ні                                                            | ні                                                                 |
| Чорногорія | Кандидат                  | 2017                             | ні                                                            | 2002                                                               |
| Албанія | Заява про вступ           | 2009                             | ні                                                            | ні                                                                 |
| Сербія | Кандидат                  | ні                               | ні                                                            | ні                                                                 |
| Боснія і Герцеговина                                                                                           | ні                        | Кандидат                         | ні                                                            | (фактично з 1998 / планує у 2013)                                  |
| Україна | Кандидат                  | ні                               | ні                                                            | ні                                                                 |
| Грузія | Покищо ні                 | Кандидат                         | ні                                                            | ні                                                                 |
| Молдова | Покищо ні                 | Ні                               | ні                                                            | Покищо ні                                                          |

## Участь України в європейській інтеграції
Див. основну статтю: Європейська інтеграція України
Курс на європейську інтеграцію є природним наслідком здобуття Україною незалежності. Його витоки — в історії нашого народу й усвідомленні права жити в демократичній, економічно розвинутій, соціально орієнтованій країні. Його мета — створення шляхом масштабних внутрішніх перетворень умов для входження до спільноти європейських розвинутих країн.
Після здобуття 1991 Україною державної незалежності її усталені економічні зв'язки з колишніми республіками СРСР підштовхували керівництво в першу чергу до налагодження відносин з державами, що утворилися на пост-радянському просторі (див. СНД, ГУУАМ). Водночас необхідність впровадження нових технологій, інтеграції у світ. економіку, пошуку нових ринків збуту для українських виробників товарів і послуг спонукала українське керівництво до проголошення багатовекторного зовнішньополітичного курсу, який мав забезпечити українську присутність у всіх геополітичних процесах, де був наявним український національний інтерес. Найбільшою мірою такий інтерес був наявним у процесах європейської інтеграції.
2004 року ЄС став західним сусідом України. Водночас посилилися спроби Росії (східного сусіда України) реалізувати проєкт євразійської інтеграції (див. Євразійське економічне співтовариство). Україна змушена була приєднатися до процесу створення Єдиного економічного простору (ЄЕП) разом з РФ, Білоруссю та Казахстаном. Прихильники моделі євразійської інтеграції ставили перед Україною завдання забезпечити розвиток ЄЕП на принципах та цінностях, які свого часу гарантували ефективний розвиток процесу європейської інтеграції. Критики цього курсу наголошували, що одночасна участь України в двох геополітично полярних інтеграційних угрупованнях — ЄС і ЄЕП — є неможливою.
У 2005 році нове керівництво української держави беззаперечним пріоритетом для України визначило курс на прискорене приєднання України до процесів європейської інтеграції.
Відносини України з Європейським Союзом у сучасній зовнішньо- і внутрішньополітичній ситуації мають для неї винятково важливе значення. Йдеться не просто про більш-менш активні контакти з одним із найавторитетніших зарубіжних партнерів, але й про можливість здійснення Україною стратегічного вибору на перспективу, від якого залежатимуть місце і роль держави у новій системі міжнародних відносин, у тому числі економічних і валютно-фінансових.
Щодо власне валютно-фінансових аспектів інтеграції України до Європейського Союзу, то у 1992 р. у Маастрихті було сформульовано основні вимоги до країн, які бажають приєднатися до Європейського валютного союзу (Маастрихтські критерії). Маастрихтські критерії валютної конвергенції країн ЄС передбачають:
- стабільність цін: середній річний рівень інфляції в окремій країні не має перевищувати відповідний рівень трьох країн ЄС із найкращими показниками і не може бути вищий за 1,5 %;[2]
- «бездефіцитність бюджету»: внутрішній борг окремої країни не перевищує 60 % ВНП, а зовнішній — 3 %;
- збалансованість процентних ставок: їхній середній річний рівень в окремій країні не має перевищувати відповідний рівень країн ЄС із найкращими показниками і не може бути вищий за 20 %;
- стабільність валютних курсів: валюта окремих країн не девальвується без згоди інших країн-учасниць і має відповідати нормам ЄС.

Порівняння зазначених критеріїв з параметрами розвитку України має на сучасному етапі переважно теоретичний характер. Водночас ці критерії можуть розглядатися і з суто практичного погляду як певні орієнтири для макроекономічної стабілізації в Україні, розвитку її грошово-кредитної та валютної сфер. Переважна більшість показників валютно-фінансового розвитку України відповідає цим критеріям. Разом з тим, аналіз окремих макроекономічних показників свідчить про невисокий рівень економічного розвитку України в цілому, значне відставання за рівнем ВВП на душу населення, відносно невелику частку країн ЄС в експорті України порівняно з іншими країнами — сусідами ЄС, низький рівень прямих іноземних інвестицій і значний рівень інфляції. За цими показниками Україна суттєво відстає не тільки від країн ЄС, а й від країн Центральної та Східної Європи. Кардинальна зміна якісних і кількісних показників соціально-економічного розвитку України є головною передумовою зміни економічної моделі співробітництва України з ЄС.
Важливою подією у процесі формування відносин України та ЄС став Указ Президента України про затвердження Стратегії інтеграції України до ЄС від 11 червня 1998 р., де визначено пріоритети діяльності органів виконавчої влади на період до 2007 р. Стратегія інтеграції України в Європейський Союз враховує положення Стратегії ЄС щодо України від 4 жовтня 1994 р., Спільної стратегії ЄС щодо України від 11 грудня 1999 р., а також відповідних рішень Ради ЄС, декларацій та інших документів ЄС, котрі стосуються України.
Щодо вибору Європейським Союзом політики сусідства стосовно України на сучасному етапі, то вона не в останню чергу, визначається наявним значним відокремленням народного господарства країни від сучасних тенденцій економічного розвитку на європейському континенті. По-перше, рівень соціально-економічного розвитку України є одним з найнижчих у Європі навіть, враховуючи паритет купівельної спроможності. По-друге, Україна все ще недостатньо включена в систему міжнародного, і перш за все, європейського поділу праці. По-третє, Україна для ЄС все ще не стала вагомим торговим партнером: частка України в торгівлі товарами ЄС становить в імпорті в 1993 р. — 0,2 %, у 2003 р. — 0,4; в експорті — 0,3 та 0,6 відповідно; у торгівлі послугами ЄС усього 0,2 % у 2003 р. Зазначимо, що і за часткою ЄС у зовнішній торгівлі Україна займає лише 11 місце серед країн-сусідів. По-четверте, вагомою є технологічна відсталість України від ЄС: українська індустрія випускає продукцію трьох— чотирьох технологічних укладів (ЄС — п’яти — шести), експортуючи в ЄС переважно продукцію другого технологічного укладу. Взаємна торгівля має, в основному, міжгалузевий і міжукладний технологічний характер, що значно звужує матеріальну основу реальної економічної інтеграції. По-п’яте, Україна все ще знаходиться осторонь основних міжнародних інвестиційних потоків, у т. ч. європейських. І хоча на початок 2007 р. загальний обсяг прямих іноземних інвестицій в Україну досяг майже 20 млрд дол. США, що у 2,1 раза більше, ніж на відповідну дату попереднього року, і становить 423,3 дол. на одну особу, все ж експерти вважають, що для їх значного впливу на структурні зміни необхідний рівень щонайменше 1000 дол. США на одну особу.
За показником інвестицій на душу населення Україна в десятки разів відстає від країн Східної Європи. Незавершеність інституційних перетворень, надмірне втручання державних органів у господарську діяльність підприємств і корупція не сприяють надходженню в Україну світових фінансових потоків. Тому зміна інвестиційного клімату та покращення міжнародного іміджу України — першочергове завдання всіх органів влади.
На основі Стратегії інтеграції України до ЄС розроблено галузеві програми та національну Програму інтеграції України до ЄС, затверджену Указом Президента України від 14 вересня 2000 р. Програмою передбачені розробка комплексу конкретних практичних заходів щодо реалізації загальних принципів співробітництва з ЄС, подальше розгортання інститутів сприяння розвитку відносин з ЄС на всіх рівнях — національному, регіональному й місцевому, на рівнях державних і недержавних організацій, а також систематичне й цілеспрямоване формування в українському суспільстві стійкої про-європейської більшості. З метою організаційного забезпечення реалізації національної Програми інтеграції України до ЄС, відповідно до Указу Президента України від 26 листопада 2001 p., запроваджено інститут Уповноваженого України з питань європейської інтеграції.
Програмою були визначені короткострокові (2000—2001), середньострокові (2002—2003) та довгострокові (2004—2007) завдання інтеграції України до ЄС. Серед пріоритетних завдань: гармонізація законодавства відповідно до норм ЄС; якнайшвидше набуття членства у Світовій організації торгівлі (СОТ); проведення консультацій і переговорів щодо заснування зони вільної торгівлі з ЄС; укладання двосторонніх угод про вільну торгівлю з державами — кандидатами на вступ до ЄС; послідовне здійснення кроків для забезпечення участі України в роботі Європейської Конференції, заходах у межах Спільної зовнішньої політики та політики безпеки ЄС, спільних проєктах у межах програм фінансової підтримки ЄС — PHARE і TACIS із прикордонного співробітництва.
За президентства Януковича цей тривалий курс внутрішньої та зовнішньої політики держави був поставлений під загрозу. Видане напередодні підписання Угоди про асоціацію між Україною та ЄС розпорядження уряду Азарова «Питання укладання Угоди про асоціацію між Україною, з однієї сторони, та Європейським Союзом, Європейським Співтовариством з атомної енергії і їх державами – членами, з іншої сторони» від 21 листопада 2013 року викликало хвилю протестів, відомих як Євромайдан. Рівно за тиждень 28 листопада 2013 Янукович спостерігав як Грузія та Молдова на 3-му саміті ЄС «Східне партнерство» у Вільнюсі зробили чергові кроки у співпраці з ЄС і наздогнали України на шляху Європейської інтеграції. Натомість українська делегація не підписала Угоду про асоціацію. Європарламент назвав рішення Києва відкласти підписання Угоди про асоціацію "однією з основних втрачених можливостей". У раптовому повороті політики президента Януковича західні політики вбачали вплив або тиск Москви. В офіційних відозвах тодішньої влади йшлося про економічні ризики, пов'язані зі скороченням товарообігу зі східними сусідами України, та про "вимушену паузу" в євроінтеграції. Альтернативою зближенню України з ЄС розглядався проєкт Митного союзу з РФ, Казахстаном і Білоруссю, що сприймався багатьма як крок у минуле. Після перемоги Євромайдану 13 березня 2014 року Верховна Рада України прийняла Постанову, якою підтвердила курс країни на інтеграцію із Європейським союзом. Як заявив на засіданні Ради спікер парламенту Олександр Турчинов, в документі також відображені "першочергові кроки в цьому напрямку". Однак внаслідок анексії Криму, початку військового конфлікту на Сході України та пов'язаних із цим політичних, соціальних й економічних проблем України "вимушену паузу" взяла тепер європейська спільнота.

## Європейські регіональні організації
| Назва                                                   | Рік створення | Напрям діяльності | Країни-члени |
| ------------------------------------------------------- | ------------- | --- | --- |
| НАТО                                                    | 1949          | Узгодження військово-політичної діяльності і захист інтересів країн учасниць, у тому числі з застосуванням збройних сил                         | США, Велика Британія, Франція, Німеччина, Канада, Італія, Бельгія, Нідерланди, Португалія, Іспанія, Греція, Туреччина, Норвегія, Данія, Люксембург, Ісландія, Чехія, Польща, Угорщина, Румунія, Болгарія, Словаччина, Словенія, Естонія, Латвія, Литва, Албанія, Хорватія Чорногорія Учасники програми «Партнерство заради миру»: країни Східної Європи, СНД. Особливе партнерство: Україна, Росія |
| Рада Європи                                             | 1949          | Захист прав людини, вирішення гуманітарних проблем і європейської безпеки                                                                       | Всі країни Європи крім Андорри, Білорусі, Ватикану, Монако та Росії |
| Північна Рада                                           | 1952          | Координація політичної та економічної діяльності країн Північної Європи                                                                         | Норвегія, Швеція, Данія, Фінляндія, Ісландія |
| Організація з безпеки і співробітництва в Європі        | 1975          | Вироблення умов і заходів по зміцненню довіри і безпеки в Європі                                                                                | США, Канада, всі країни Європи (крім Андорри) та СНД |
| Центральноєвропейська ініціатива                        | 1989          | Координація політичної та економічної діяльності країн Центральної Європи                                                                       | Італія, Австрія, Албанія, Білорусь, Болгарія, Угорщина, Польща, Чехія, Словаччина, Словенія, Хорватія, Боснія і Герцеговина, Північна Македонія, Молдова, Румунія, Україна, Сербія, Чорногорія |
| Балтійська асамблея                                     | 1991          | Координація політичної та економічної діяльності країн Прибалтики                                                                               | Естонія, Латвія, Литва |
| Організація чорноморського економічного співробітництва | 1992          | Підтримка економічного розвитку, досягнення стабільності і миру в Чорноморському басейні. Стати елементом загальноєвропейського співробітництва | Албанія, Вірменія, Азербайджан, Болгарія, Греція, Грузія, Молдова, Росія, Румунія, Туреччина, Україна. Спостерігачі: Сербія, Чорногорія, Австрія, Німеччина, Єгипет (бажає стати повноправним членом), Ізраїль, Італія, Польща, Словаччина, Туніс, Франція |
| Європейський Союз                                       | 1993          | Широка інтеграція європейських країн | Франція, ФРН, Італія, Бельгія, Голландія, Люксембург, Велика Британія, Данія, Ірландія, Греція, Іспанія, Португалія, Швеція, Фінляндія, Австрія, Естонія, Латвія, Литва, Польща, Чехія, Угорщина, Словаччина, Словенія, Мальта, Кіпр (грецька частина), Болгарія, Румунія |
| Центральноєвропейська угода про вільну торгівлю         | 1993          | Багатостороннє співробітництво з метою лібералізації торгівлі. Розвиток вільної торгівлі між країнами учасниками                                | Хорватія (до 2013), Північна Македонія, Боснія і Герцеговина, Албанія, Молдова, Сербія, Чорногорія, Косово |
| Організація за демократію та економічний розвиток ГУАМ  | 1997          | Координація політичної та економічної діяльності Грузії, України, Азербайджану та Молдови                                                       | Грузія, Україна, Азербайджан, Молдова Спостерігачі: Латвія і Туреччина |